# Pascichnia

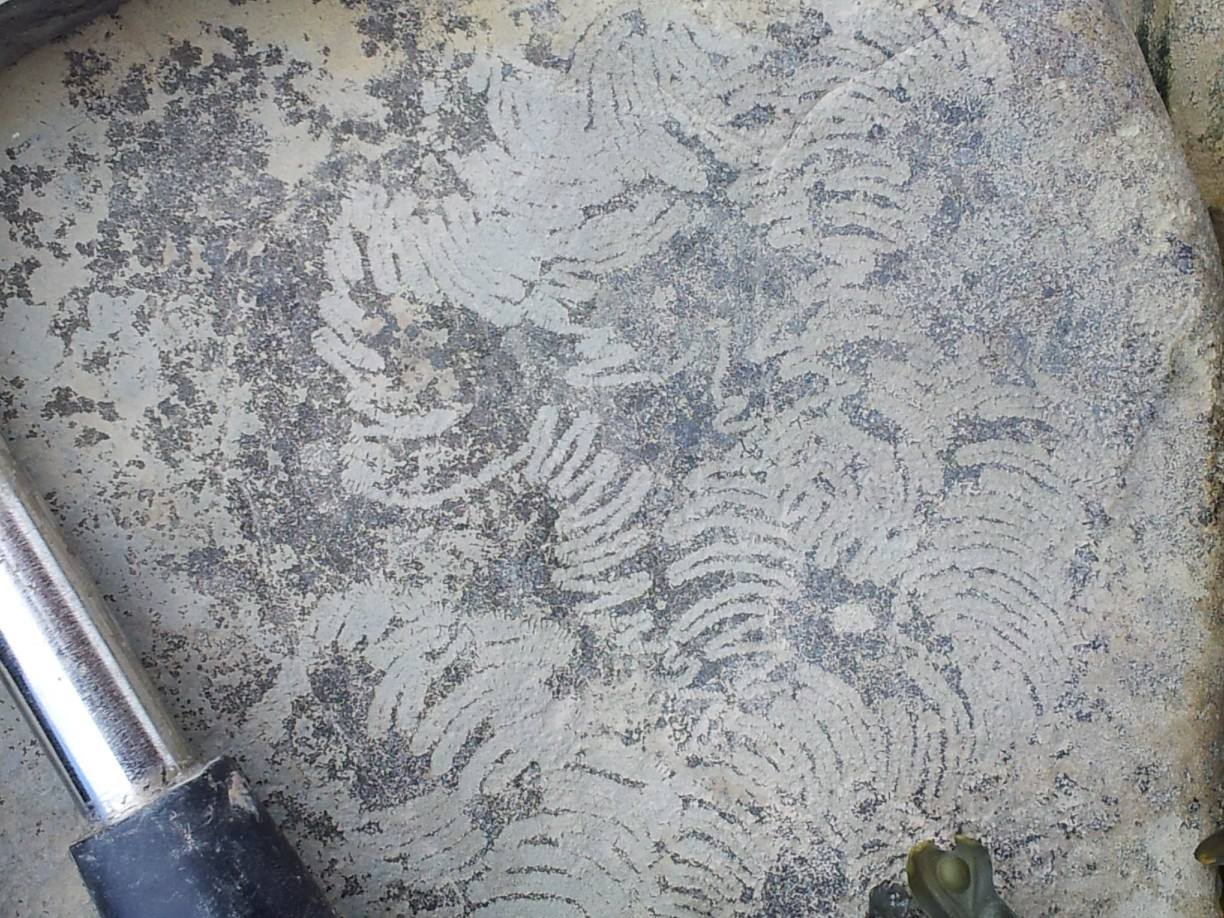
Nereites irregularis in un sedimento flyscioide

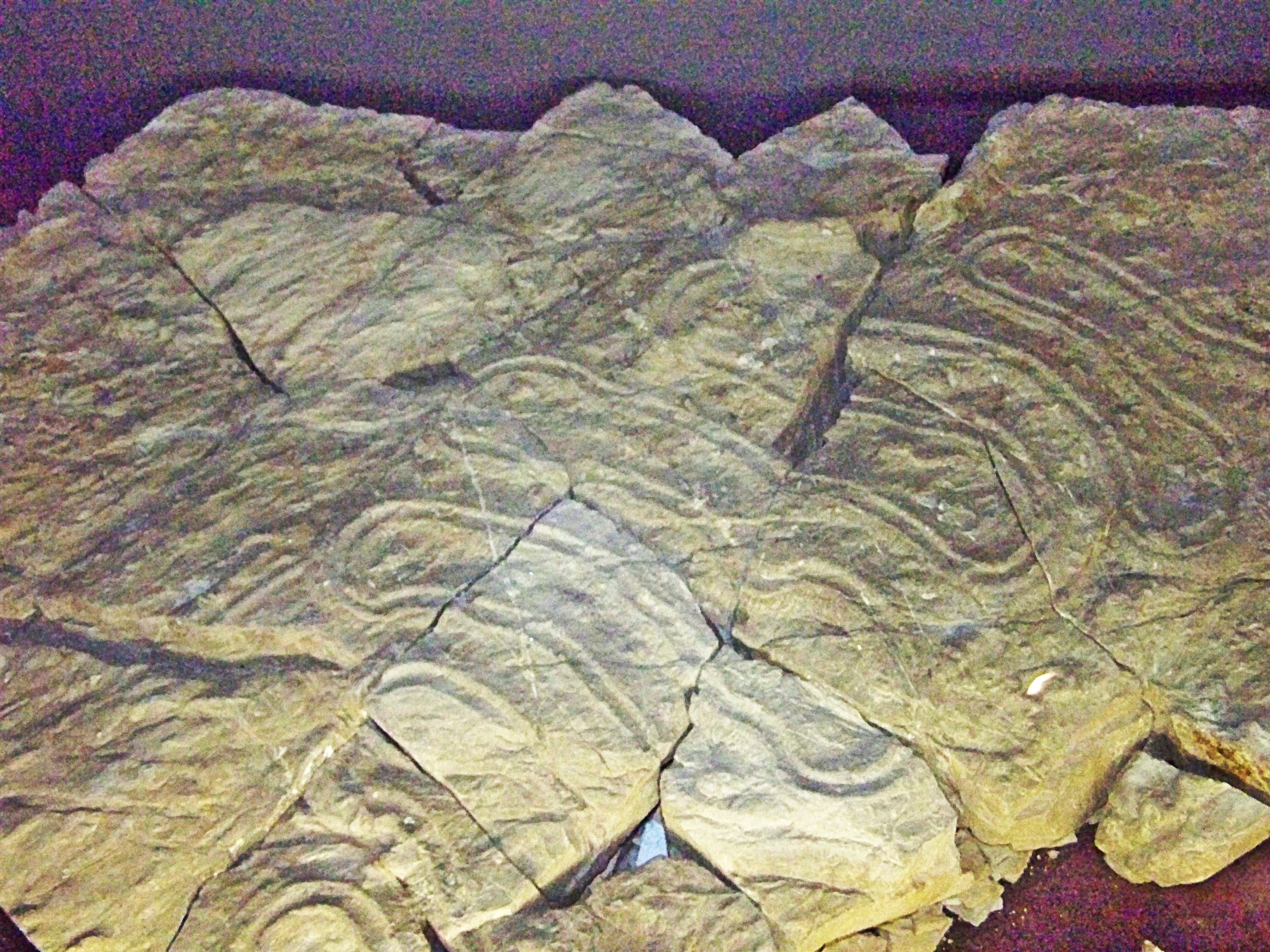
Traccia fossile di Cosmorhaphe

I pascichnia (tracce di pascolo) sono una delle cinque tipologie di tracce fossili classificate da Adolf Seilacher nel 1953.
Appartengono a questa categoria quelle tracce che derivano dal comportamento di alcuni animali bentonici che si muovono sulla superficie del fondale marino o lacustre alla ricerca sistematica di alimentazione.
Un esempio di queste tracce sono i Nereites che lasciano tracce riconoscibili di alimentazione dallo sfruttamento dei sedimenti, che viene esaustivamente percorso lungo archi circolari continui sulla superficie nella locomozione alla ricerca di cibo.
Un altro esempio è dato da Cosmorhaphe in cui il movimento esploratore è sempre regolare, con larghe curve a 180 gradi, che collegano tratti rettilinei e che presenta una traccia più larga rispetto a Nereites, indicandone probabilmente l'origine da parte in un animale con un corpo più grosso.
Sono tracce che indicano condizioni di ossigenazione sul fondo, dato che la loro presenza implica condizione biochimiche che permettono la vita bentonica e l'assenza di energia meccanica, ossia di correnti che cancellerebbero queste tracce non permettendone il ritrovamento.